# Konqueror
Konqueror faz parte da KDE Software Compilation 4. Funciona como um web browser ou até como um visualizador de arquivos. Era o gerenciador de arquivos oficial, padrão no KDE, até a versão 3.5.10, mas no KDE4 KDE Software Compilation 4 foi substituido pelo Dolphin.
Como vários outros pacotes e programas usados no Linux, sua licença é GPL.
Baseado na comunicação interna de aplicativos KDE, ele pode reproduzir vídeo, som, visualizar imagens, páginas html locais e em rede, documentos de texto, etc. Tanto que se declara "O visualizador universal", já que utiliza abas de navegação como o Firefox. Pode ter em uma aba um pdf, em outra uma página da internet, em outra o gerenciador de arquivos e assim por diante.
Como gerenciador de arquivos tem poder de acessar discos locais, mídias removíveis, compartilhamentos de rede, etc.
Além disso, em suas versões recentes conta com a possibilidade de através do painel lateral lançar qualquer aplicativo dos menus e pode-se através dele configurar todo o KDE.